# Kulturtransfer
Unter Kulturtransfer versteht man den Prozess der Übernahme kultureller Phänomene zwischen verschiedenen Kulturen, so z. B. zwischen verschiedenen Ländern oder zwischen verschiedenen gesellschaftlichen Gruppen.
Die Erforschung kultureller Transfers ist ein relativ junger kulturwissenschaftlicher Ansatz, der ab Mitte der 1980er-Jahre am Beispiel der kulturellen Beziehungen zwischen Frankreich und Deutschland entwickelt wurde. Begründer der Forschungsrichtung sind Michel Espagne und Michael Werner.
Der horizontale Kulturtransfer verläuft dabei über räumliche Distanzen hinweg, die Vermittlung von Wissen durchdringt Kultur- und Sprachgrenzen. Hingegen tauschen sich Kulturtechniken beim vertikalen Kulturtransfer zwischen verschiedenen sozialen Gruppierungen, Schichten aus; räumliche Distanz vs. soziale Distanz.